# Mount Spokane
Der Mount Spokane (5.883 ft (1.793 m)) – bis 1912 unter dem Namen Mount Baldy bekannt – ist ein Berg im Pazifischen Nordwesten der USA, nordöstlich von Spokane im Bundesstaat Washington gelegen. Sein Gipfel ist der höchste Punkt im Spokane County, außerdem ist er einer der höchsten Berge im Binnen-Nordwesten. Der Mount Spokane ist vom Mount Spokane State Park umgeben, dem mit 13.919 Acres (56,3 km²) größten State Park in Washington. Einer der bekanntesten Punkte im Park ist eine kahle Stelle am westlichen und südlichen Hang des Berges. Mount Kit Carson – der zweithöchste Punkt im Spokane County – liegt nur 1,02 mi (1,6 km) östlich, besitzt aber nur eine Schartenhöhe von 322 ft (98 m) und könnte für einen Nebengipfel des Mount Spokane gehalten werden.
Eine gemeinnützige Organisation betreibt den Mount Spokane Ski and Snowboard Park am Südwesthang des Berges.

## Übersicht zur Geschichte des Mount Spokane State Park
| 1909   | Frances Cook, der Eigentümer des Gipfelgrundstücks baut eine Mautstrecke bis 3 mi (4,8 km) vor dem Gipfel. |
| 1927   | Der Mt. Spokane State Park wird mit einer Fläche von 1.500 Acres (6,1 km²) offiziell ausgewiesen. |
| 1929   | H. Cowles, Jr. spendet dem Park 640 Acres (2,6 km²) Land. |
| 1930er | Der Spokane Ski Club, der Selkirk Ski Club und die Spokane Mountaineers erwerben mehr als 500 Acres (2 km²) auf dem Berg zum Bau von Unterkünften, Seilbahnen und Skisprung-Hügeln. Die Straße zum Gipfel wird fertiggestellt. |
| 1932   | Eine Sonnenkugel in „Monster“-Größe wird am 26. Juni von der Spokane Federation of Women's Organizations auf dem Gipfel errichtet. Ihr Zweck ist die Reflexion der Sonnenstrahlen in einen Umkreis mehrerer Meilen sowohl in Ehrung der Vaterschaft als auch als Denkmal für die als Kinder der Sonne bezeichneten Einwohner von Spokane. Es gab eine Einweihungszeremonie, bei der Mrs. J. B. Dodd, die Organisatorin des Vatertages die Kugel enthüllte. Seit 2011 sind die Kugel und ihr Fundament verschwunden, und es ist unbekannt, wie lange sie am Ort waren. |
| 1934   | Eine Abteilung des Civilian Conservation Corps (CCC) baut das Vista House im Riverside State Park. |
| 1935   | Das CCC errichtet ein Lager auf dem Beauty Mountain, um die Straße auszubauen und weitere Gebäude zu errichten. |
| 1939   | Der Ortsverband Spokane der Conservation League kauft 320 Acres (1,3 km²) für den Park für 1.500 USD (die südliche Hälfte von Sektion 21), um den Primärwald vor Abholzung und Waldbrand zu bewahren. |
| 1946   | Der erste doppelsitzige Skilift der Welt wird an der Südseite des Berges in Betrieb genommen. |
| 1952   | Ein Generalplan für den Park wird ausgelegt, der über 24.000 Acres (97,1 km²) des Mt. Spokane als Skigebiet ausweist. Dies wird jedoch nicht umgesetzt. |
| 1953   | KXLY-TV, ein Ableger der ABC nimmt den Sendebetrieb vom Berg aus auf. |
| 1955   | Lodge #1 und Skilift #1 werden gebaut. |
| 1961   | Der Konzessionär A. E. Mettler baut Lodge #2 und Lift #2 |
| 1965   | Ein anderer Generalplan wird durch die State Parks entwickelt, um 11.592 Acres (46,9 km²) Flächen in den Park zu integrieren, von denen 958 Acres (3,9 km²) für allgemeine Freiluftaktivitäten mit der Maßgabe der Erhaltung als Gebiet mit natürlicher Umwelt ausgewiesen sind. Dieser Plan wird nicht von der Parks Commission angenommen. |
| 1974   | Die offizielle Klassifikation des Mt. Spokane Park wird vom Erholungsgebiet zum State Park geändert; eine neue Grundhaltung wird etabliert: „State Parks are to continuously service man’s spiritual, mental, and leisure time physical needs through the use of selected outstanding natural resources. This is to be accomplished by providing a full range of non-urban outdoor educational and recreational services and opportunities to a wide range of users with diversified interests and needs.“ („State Parks dienen fortgesetzt den spirituellen, mentalen und freizeitlichen physischen Bedürfnissen des Menschen durch Nutzung ausgewählter außergewöhnlicher natürlicher Ressourcen. Dies wird erreicht durch das Angebot durch breit aufgestellte, nicht-urbane Angebote und Möglichkeiten zu Bildung und Erholung für eine breite Masse von Nutzern mit verschiedensten Interessen und Bedürfnissen.“) |
| 1978   | Ein Plan für ein abgestimmtes Wanderwege-System wird entwickelt, um u. a. einander widersprechende Erholungsnutzungen zu reduzieren, die durch die Zuweisung von Parkabschnitten an Nutzergruppen entstehen können. Der Plan veraltete schnell und wurde nie voll umgesetzt. |
| 1985   | Die Parks Commission weist formell das Ragged Ridge Natural Area innerhalb des Mt. Spokane State Park aus. |
| 1993   | Der Park umfasst etwa 13.643 Acres (55,2 km²) Land, ohne den Quartz Mountain. Die größten Flächen wurden während der während der Großen Depression durch Aufgabe der Eigentumsrechte gespendet oder gewonnen. Die Mt. Spokane State Park Alpine Ski Area Working Group Interface Subcommittee gibt einen Bericht zur Zukunft des Parks heraus. Darin wird u. a. ein umfassender Planungsprozess empfohlen. |
| 1994   | Die State Parks schlagen die Klassifikation von Teilen des Parks als Natural Forest Areas vor. Mehrere weitere Optionen werden vorgeschlagen. Das Mt. Spokane Planning Task Force Steering Committee wird gebildet und veröffentlicht seine Berichte. Die Gruppe empfiehlt einen umfassenden Planungsprozess sowie die Bildung eines ständigen lokalen Beratungsausschusses für den Park. |
| 1995   | Das Mt. Spokane State Park Advisory Committee, eingesetzt von der Parks Commission, beginnt mit monatlichen Treffen in Spokane. Die Friends of Mt. Spokane State Park werden gleichfalls etabliert. |
| 1997   | Mt. Spokane 2000, eine gemeinnützige Gruppe lokaler Firmen und Politiker wird als neue Konzessionär für das Alpin-Skigebiet anstelle der Mt. Spokane Ski Corporation ernannt, die das Gebiet 20 Jahre lang bewirtschaftet hatte. |
| 1999   | Ein Prozess für einen Classification and Management Plan (CAMP) für den Park wird gestartet. Neue Land-Klassifizierungen werden angewandt, darunter 10 % als Erholungsgebiet, 58 % als Schongebiet für die Erneuerung von Ressourcen, weniger als 1 % für historische Stätten, etwa 22 % als Naturwaldgebiete, etwa 4 % als Naturschutzgebiete und etwa 5 % als bisher unklassifizierte Gebiete zur Abrundung des Skigebiets-Plans und für zukünftige Entscheidungen der Parks Commission. |

## Klima
|                        | Jan    | Feb    | Mär    | Apr    | Mai   | Jun   | Jul   | Aug   | Sep   | Okt    | Nov    | Dez    |   |          |
| Mittl. Temperatur (°C) | −7,72  | −5,00  | −3,97  | −0,25  | 5,56  | 9,58  | 14,39 | 14,11 | 9,25  | 2,75   | −2,50  | −5,72  | ⌀ | 2,6      |
| Mittl. Tagesmax. (°C)  | 8,33   | 10,00  | 12,22  | 22,22  | 25,00 | 28,33 | 31,67 | 31,67 | 27,22 | 20,00  | 15,00  | 7,78   | ⌀ | 20       |
| Mittl. Tagesmin. (°C)  | −30,56 | −27,22 | −28,89 | −12,22 | −9,44 | −6,11 | −3,89 | −2,22 | −7,78 | −15,56 | −27,22 | −33,33 | ⌀ | −17      |
|                        |        |        |        |        |       |       |       |       |       |        |        |        |   |          |
| Niederschlag (mm)      | 148,08 | 117,09 | 125,48 | 88,65  | 70,61 | 68,83 | 33,02 | 39,12 | 69,85 | 94,23  | 158,50 | 158,75 | Σ | 1.172,21 |

| −30,56 |

| −27,22 |

| −28,89 |

| −12,22 |

| −9,44 |

| −6,11 |

| −3,89 |

| −2,22 |

| −7,78 |

| −15,56 |

| −27,22 |

| −33,33 |

| −30,56 |

| −27,22 |

| −28,89 |

| −12,22 |

| −9,44 |

| −6,11 |

| −3,89 |

| −2,22 |

| −7,78 |

| −15,56 |

| −27,22 |

| −33,33 |